# Wspinaczka sportowa na letnich igrzyskach olimpijskich

Wspinaczka sportowa na letnich igrzyskach olimpijskich zadebiutowała podczas Letnich Igrzysk Olimpijskich 2020 w Tokio. 

## Historia

### Starania o wpisanie do programu
Starania o wpisanie wspinaczki sportowej do programu igrzysk olimpijskich sięgają co najmniej lat 90. XX w. W 1992 rozegrano zawody we wspinaczce sportowej Pro-Olympique, których celem było promocja dyscypliny z myślą o przyszłych igrzyskach olimpijskich. W 2007 powołano Międzynarodową Federację Wspinaczki Sportowej. Dzięki wysiłkom tej organizacji 12 lutego 2010 Międzynarodowy Komitet Olimpijski oficjalnie uznał wspinaczkę za dyscyplinę sportową.
28 września 2015 wspinaczka sportowa znalazła się na liście dyscyplin oczekujących na wpisanie do programu igrzysk olimpijskich, z myślą o ewentualnym debiucie w 2020 w Tokio. Zgodnie z decyzją, która została podjęta 3 sierpnia 2016 na 129. sesji Międzynarodowego Komitetu Olimpijskiego w Rio de Janeiro, dyscyplina znalazła się w programie letnich igrzysk olimpijskich, począwszy od Igrzysk Olimpijskich 2020.

### Kontrowersyjny debiut
Wspinaczka sportowa zadebiutowała na letnich igrzyskach olimpijskich 3 sierpnia 2021.
Debiut wspinaczki sportowej na letnich igrzyskach olimpijskich w 2020 był krytykowany ze względu na rozegranie tylko jednej konkurencji - wspinaczki łącznej (będącej wielobojem składającym się z trzech konkurencji wspinaczki na czas, boulderingu oraz prowadzenia), co mogło odebrać szanse medalowe zawodnikom specjalizującym się tylko w jednej konkurencji. Rozdanie tylko jednego zestawu medali było kompromisem, na który Międzynarodowa Federacja Wspinaczki Sportowej przystała, aby dyscyplina mogła zagościć na igrzyskach olimpijskich.
Podczas Igrzysk Olimpijskich 2024 w Paryżu medale zostały rozdane w dwóch konkurencjach: wspinaczce łącznej składającej się z boulderingu i prowadzenia oraz osobno we wspinaczce na czas.

## Kalendarium
| Rok  | Miejsce | Kraj    | Zawody                                                      | Zwycięzca klasyfikacji medalowej |
| ---- | ------- | ------- | ----------------------------------------------------------- | -------------------------------- |
| 2020 | Tokio   | Japonia | Wspinaczka sportowa na Letnich Igrzyskach Olimpijskich 2020 | Słowenia, · Hiszpania            |
| 2024 | Paryż   | Francja | Wspinaczka sportowa na Letnich Igrzyskach Olimpijskich 2024 | Polska                           |

## Zawody
| Konkurencje                 | 20 | 24 |
| --------------------------- | -- | -- |
| wspinaczka łączna kobiet    | •  | •  |
| wspinaczka łączna mężczyzn  | •  | •  |
| wspinaczka na czas kobiet   |    | •  |
| wspinaczka na czas mężczyzn |    | •  |
| Ogólnie                     | 2  | 4  |

## Klasyfikacja medalowa
| Klasyfikacja medalowa wszech czasów | Klasyfikacja medalowa wszech czasów | Klasyfikacja medalowa wszech czasów | Klasyfikacja medalowa wszech czasów | Klasyfikacja medalowa wszech czasów | Klasyfikacja medalowa wszech czasów |
| Pozycja                             | Reprezentacja                       | Złoto                               | Srebro                              | Brąz                                | Razem                               |
| ----------------------------------- | ----------------------------------- | ----------------------------------- | ----------------------------------- | ----------------------------------- | ----------------------------------- |
| 1.                                  | Słowenia                            | 2                                   | 0                                   | 0                                   | 2                                   |
| 2.                                  | Polska                              | 1                                   | 0                                   | 1                                   | 2                                   |
| 3.                                  | Hiszpania                           | 1                                   | 0                                   | 0                                   | 1                                   |
| 3.                                  | Indonezja                           | 1                                   | 0                                   | 0                                   | 1                                   |
| 3.                                  | Wielka Brytania                     | 1                                   | 0                                   | 0                                   | 1                                   |
| 6.                                  | Japonia                             | 0                                   | 2                                   | 1                                   | 3                                   |
| 6.                                  | Stany Zjednoczone                   | 0                                   | 2                                   | 1                                   | 3                                   |
| 8.                                  | Chiny                               | 0                                   | 2                                   | 0                                   | 2                                   |
| 9.                                  | Austria                             | 0                                   | 0                                   | 3                                   | 3                                   |